# Андреуца (Рим)
Андреуца је насеље у Италији у округу Рим, региону Лацио.
Према процени из 2011. у насељу је живело 925 становника. Насеље се налази на надморској висини од 108 м.